# Steingutfabrik Eckardstein
Die Steingutfabrik Eckardstein, auch Eckardtsteinsche Steingutfabrik oder Steingut-Fabrik von Herrn G. von Eckardstein’s Erben, war eine 1797 bis 1869 bestehende Manufaktur für Steingut und Fayencen in Berlin, die nach Entwürfen von David Gilly und Karl Friedrich Schinkel Kunsthandwerk im antikisierenden Stil des Klassizismus herstellte.

## Geschichte
Während der von Napoleon eingeführten Kontinentalsperre gegen Großbritannien, die die Einfuhr von englischem Steingut und creamware erschwerte, entstanden in ganz Deutschland Steingut-Manufakturen. Eine davon war die 1797 von Johann Friedrich Kammann vor dem Königstor (in der Königsvorstadt) in der Baumgasse 18 in Berlin gegründete. Kammann (Lehrbrief vom 16. April 1751), der aus Braunschweig stammte, hatte zuvor in der Berliner Fayencen-Manufaktur seines Schwiegervaters Gottlieb Menicus gearbeitet, danach für die Manufaktur von Carl Friedrich Lüdicke, die seit 1756 Fayencen nach Delfter Art in Berlin, seit 1770 auch in Rheinsberg, fertigte. Da dessen Berliner Manufaktur ebenfalls in der Baumgasse verzeichnet wird, übernahm möglicherweise Kammann, der bereits 1771 um eine Konzession zur Anlegung einer Manufaktur für Fayencen und englisches Steingut ersuchte, 1797 Lüdickes Manufaktur.
Im Februar 1800 verkaufte Kammann die Manufaktur an den Freiherrn Gottfried Bernhard von Eckardstein, der sowohl das Inventar als auch das Grundstück übernahm, und die Produktion fortführte, nun an der Adresse Landsberger Straße 65. Am 22. Februar 1800 übernahm von Eckardstein außerdem die vor allem für ihre Vasen angesehene Fayencen-Manufaktur des Stuckateurs Sartori in der Potsdamer Nauener Straße 5–7, für die Eckardstein die hohe Summe von 10.000 Reichstalern bot.
Bis 1810 wurde die Tätigkeit der Manufaktur zunächst durch das Privileg der Königlichen Porzellanmanufaktur (KPM) auf die Porzellan-Herstellung in Preußen erschwert; es erlaubte allein der KPM, in der Provinz Magdeburg nach Porzellanton, Porzellanerde und Steingutton graben zu lassen und zwang die Steingutfabrik Eckardstein, ihren Ton bei der KPM zu erwerben. Später konnte die Eckardsteinsche Manufaktur von dem „Gastwirth Boltze“ in Salzmünde, Grafschaft Mansfeld, jährlich 6000 Zentner Steingutton erwerben. Auch um die Fachkräfte herrschte Konkurrenz.
Die Koalitionskriege zwangen die Steingutfabrik dazu, die Produktion von Luxusobjekten (Vasen, Geschirr etc.) zu reduzieren und sich zeitweise auf Gegenstände des täglichen Bedarfs zu konzentrieren. Dies spiegelt sich etwa in einem Brief Clemens Brentanos vom 29. September 1811 wider: „[…] an Schinkel habe ich schon geschrieben mir brauchbares Gothisches Schloß zu bauen, inwendig mit Marophin gefüttert, das in Riemen hängt, Ekardstein macht mir einige Pot de chambre […]“

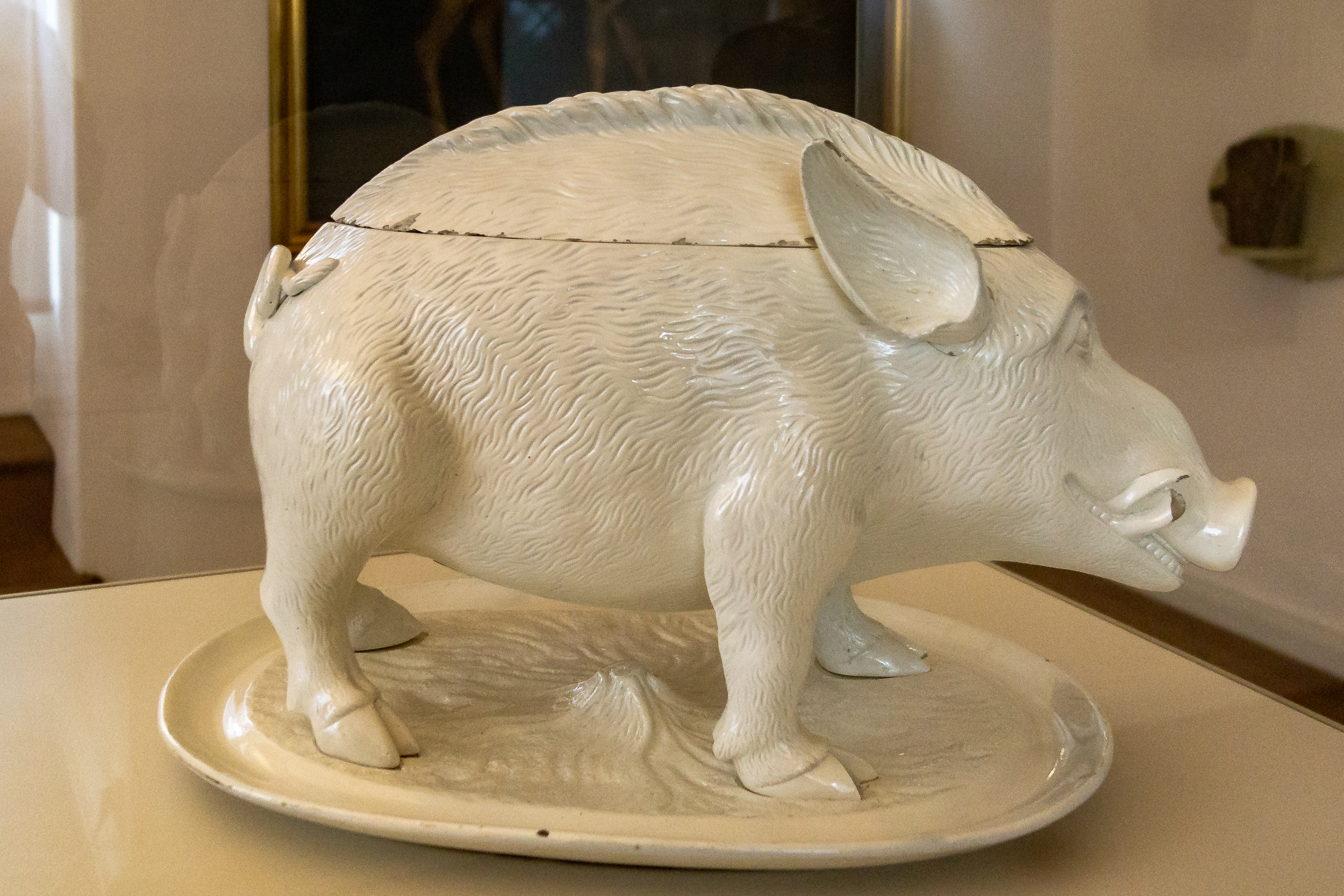
Punschbowle in Form eines Wildschweins im Jagdschloss Grunewald

Trotzdem hatte sich zum Zeitpunkt von Eckardsteins Tod 1816 die Produktion der Manufaktur erfolgreich vergrößert und in Preußen etabliert. Die Muster nach dem „antike Styl“ der von ihm gefertigten Geschirre und Gefäße, die den beliebten Produkten Josiah Wedgwoods nacheiferten, wurden bald Vorbild für andere in Ton arbeitende Unternehmen und die Fabrik galt als eine der wichtigsten Steingutmanufakturen in Deutschland und Preußen. Unter anderem lieferten David Gilly und, nach dessen Tod, der junge Karl Friedrich Schinkel für ein Jahresgehalt von 300 Talern als Zeichner Ideen für Keramiken und deren malerischen Schmuck. Nach Eckardsteins Tod ging die Fabrik in den Besitz der Witwe Sophie Elisabeth, geb. Karsten, und zwei seiner Söhne über. Die Fabrik bestand offenbar bis zum Tod des Sohnes Wilhelm 1869.